# 駒澤大学の人物一覧
駒澤大学の人物一覧（こまざわだいがくの じんぶついちらん）は、駒澤大学に関係する人物の一覧記事。

## 著名な教職員
- 学長・総長は「歴代学長」を参照
- 教員は「教員50音順」を参照

### 仏教学部
- 石井清純 - 教授、禅学
- 角田泰隆 - 教授、曹洞宗学
- 徳野崇行 - 教授、宗教学
- 頼住光子 - 教授、日本仏教

### 文学部

#### 国文学科
- 櫻井陽子 - 教授、日本中世文学
- 田中徳定 - 教授、日本中世文学

#### 地理学科
- 小田匡保 - 教授、人文地理学
- 鈴木重雄 - 教授、自然地理学/植生学

#### 歴史学科
- 大城道則 - 教授、西洋史/エジプト考古学
- 加藤聖文 - 教授、日本現代史
- 杉山一弥 - 准教授、日本中世史

#### 社会学科
- 深沢弘樹 - 教授、メディア研究

### 経済学部

#### 経済学科
- 宮田惟史 - 教授、経済学史/経済理論
- 矢野浩一 - 教授、応用統計学/マクロ経済学
- 井上智洋 - 教授、マクロ経済学

#### 現代応用経済学科
- 岡室博之 - 教授、企業経済学

### 法学部

#### 法学科
- 折橋洋介 - 教授、地方自治法
- 三宅雄彦 - 教授、憲法学

#### 政治学科
- 君塚直隆 - 教授、ヨーロッパ政治史
- 富崎隆 - 教授、政治心理学
- 村井良太 - 教授、日本政治外交史

### 経営学部
- 青木茂樹 - 教授、流通システム論

### グローバル・メディア・スタディーズ学部
- 各務洋子 - 教授、グローバル経営論
- 芝崎厚士 - 教授、国際文化論
- テヅカヨシハル - 教授、社会学/メディア研究
- 西岡洋子 - 教授、メディア制度論

### 総合教育研究部
- 秋田浩一 - 教授、コーチング論
- 小川隆 - 教授、中国仏教学
- 瀧本誠 - 准教授、スポーツマネジメント
- 中村哲子 - 教授、英文学
- 深井正樹 - 准教授、クラブマネジメント

## 元教員
- 池田魯参 - 仏教学部教授
- 大谷哲夫 - 仏教学部教授
- 田中良昭 - 仏教学部教授
- 長谷部八朗 - 仏教学部教授
- 宮本正尊 - 仏教学部教授、日本印度学仏教学会創立
- 奈良康明 - 仏教学部教授、学長
- 桜井徳太郎 - 文学部教授、民俗学者、名誉教授、柳田國男賞受賞
- 中村璋八 - 文学部教授、中国哲学者、名誉教授
- 水原一 - 国文学科教授、名誉教授
- 荒井良雄 - 英文学者、名誉教授
- 櫻井明久 - 地理学科地域文化研究専攻教授、人文地理学
- 橋詰直道 - 地理学科地域文化研究専攻教授、人文地理学
- 阿部肇一 - 歴史学科教授、学長
- 瀧音能之 - 歴史学科日本史学専攻教授・日本古代史
- 廣瀬良弘 - 歴史学科教授
- 飯島武次 - 考古学者、名誉教授
- 八巻秀 - 心理学科教授
- 雨宮眞也 - 法律学科教授、学長
- 大山礼子 - 政治学科教授
- 大久保治男 - 法律学科、名誉教授、苫小牧駒澤大学学長
- 大塚桂 - 政治学科教授、政治学者
- 小堀訓男 - 国際政治学者、名誉教授、元苫小牧駒澤大学学長
- 高橋正則 - 法学部教授、常盤大学教授、評論家
- 西修 - 法律学科、名誉教授
- 福岡政行 - 政治学科助教授、白鷗大学教授
- 山田泰彦 - 法律学科教授
- 上坂酉三 - 経済学部教授、経済学部長
- 西尾誠示 - 医療健康科学部教授、名誉教授
- 久保陽一 - 文化学部門教授、哲学者
- 舘岡儀秋 - 総合教育研究部教授、相撲部監督

## 出身者　各分野

### 政治

#### 国会議員
- 金庚培 - 韓国国会議員
- 金法麟 - 韓国国会議員、建国勲章独立章
- 広川弘禅 - 衆議院議員（6期）、第12・14・16代農林大臣、第6代行政管理庁長官。自由党総務会長・幹事長、財団法人青葉学園理事長、青葉学園短期大学初代学長（中退）
- 来馬琢道 - 参議院議員。浅草万隆寺住職
- 萩野浩基 - 衆議院議員（3期）。参議院議員、科学技術庁政務次官、東北福祉大学学長
- 渡部篤 - 衆議院議員。福島県議、会津若松市議
- 川田隆 - 衆議院議員。自民党静岡県連事務局長
- 山本剛正 - 衆議院議員（2期）。国会議員秘書
- 矢崎堅太郎 - 衆議院議員。千葉県議（4期）
- 柳沢剛 - 衆議院議員。仙台放送アナウンス部長・広報部長・番組審議室長
- 西岡義高 - 衆議院議員

#### 市区町村長、地方議員その他
- 荻原貢 - 北海道芦別市長（2期目）。副市長
- 藤原淳 - 岩手県二戸市長（3期目）。市総合政策部長
- 田村正彦 - 岩手県八幡平市元市長（4期）。県議（3期）
- 平野公三 - 岩手県大槌町長（3期目）。町総務部長兼総務課長、会計管理者
- 千葉省一 - 宮城県本吉町元町長
- 阿部孝義 - 山形県大石田町元町長 (3期)。町教育長
- 橋本克也 - 福島県須賀川市長（4期）。県議（4期）
- 冨塚宥暻 - 福島県田村市元市長（3期）。船引町長・助役
- 大部勝規 - 茨城県高萩市長（2期目）。市長室長、市監査委員事務局長
- 根本洋治 - 茨城県牛久市元市長（2期）。市議（3期）
- 益子英明 - 茨城県大子町第15代町長。同町議会第31代議長
- 眉山俊光 - 千葉県流山市元市長 (3期)。市教育長
- 馬淵昌也 - 千葉県一宮町町長（3期目）
- 成澤廣修 - 東京都文京区長（5期目）。区議（4期）
- 松原俊雄 - 東京都狛江市長（2期目）。副市長
- 山下奉也 - 東京都八丈町第7代町長（4期目）。副町長
- 橋本弘山 - 東京都羽村市長（1期目）。市議（4期）
- 間宮恒行 - 神奈川県大井町元町長 (5期)、神奈川県町村会会長。町議
- 村上信行 - 山梨県上野原市長（1期目）。市議（2期）
- 小泉俊博 - 長野県小諸市長（3期目）。行政書士会理事
- 今井敦 - 長野県茅野市長（2期目）。県議（3期）
- 沼田亮義 - 長野県常盤村元村長。村議
- 品田宏夫 - 新潟県刈羽村村長（6期目）。村議会議長 (村議3期)
- 入村明 - 新潟県妙高市長（5期）。新井市長、市議
- 長谷川寛彦 - 静岡県菊川市長（1期目）。県税務課長・交通基盤部理事
- 森和之 - 岐阜県瑞穂市長（2期目）。市企画部長・福祉部長
- 中川行孝 - 富山県中新川郡上市町長（2期目）。副町長
- 若槻修道 - 島根県飯梨村元村長。島根県議会議員、全国社会福祉協議会会長
- 安田公寛 - 熊本県天草市元市長（2期）、全国市長会副会長。本渡市長（2期）、市教育委員（修士）
- 前田祝成 - 鹿児島県枕崎市長（2期目）

地方議員その他
- 大場康宣 - 東京都世田谷区議会議長、東京都議会議員
- 萩野虔一 - 三重県議会議長、大学同窓会会長
- 広井忠男 - 新潟県議会第68代副議長（県議4期）、著作家
- 元宿仁 - 自由民主党本部事務総長
- 川上和彦 - 東京都世田谷区議会議長

### 行政
- 加藤宗厚 - 国立図書館館長、駒澤大学教授
- 稲村徹元 - 国会図書館司書
- 中條永吉 - 東京消防庁第12代消防総監、アジア消防長協会会長、江戸消防記念会名誉会長
- 福本謙二 - 総務省中国総合通信局長、ICT研究開発機能連携推進会議顧問
- 久保正行 - 警視庁刑事部 第62代捜査第一課長・警視正
- 横山正巳 - 東京消防庁第六消防方面本部消防正監任命本部長
- 樋口好雄 - 海上自衛隊東京音楽隊第18代隊長、国際軍楽協会日本代表
- 小石雄一 - 経済産業省大臣官房構造統計室
- 加藤達也 - 内閣官房内閣審議官兼内閣情報分析官
- 長谷川寛彦 - 静岡県交通基盤部理事
- 好川之範 - 札幌市教育文化会館館長

### 学術、教育
※仏教学者は「仏教」を参照

#### 国文学、英米文学、地理学
- 芦名裕子 - 国文学、宗教学(修士)、大学講師
- 笠森勇 - 国文学、金沢学院短期大学名誉教授。室生犀星記念館館長、室生犀星学会会長
- 片山晴賢 - 国文学、苫小牧駒澤大学5代学長
- 久慈きみ代 - 国文学、青森大学名誉教授
- 坂口博規 - 国文学、駒澤大学名誉教授
- 篠原昌彦 - 国文学、苫小牧駒澤大学教授
- 高橋文二 - 国文学、京大院、博士、駒澤大学名誉教授
- 田中徳定 - 国文学、博士、駒澤大学教授
- 谷出千代子 - 国文学、児童文学研究者、仁愛大学および仁愛女子短期大学名誉教授、かこさとし ふるさと絵本館館長
- 冨倉徳次郎 - 国文学、博士、駒澤大学名誉教授（博士号）
- 萩原義雄 - 国文学、駒澤大学名誉教授
- 水原一 - 国文学、駒澤大学名誉教授、二松学舎大学教授、角川源義賞
- 森本治吉 - 国文学、二松学舎大学名誉教授（博士号）
- 横井孝 - 国文学、実践女子大学教授、静岡大学教授
- 渡辺三男 - 国文学、博士、駒澤大学教授
- 石原孝哉 - 英文学、駒澤大学名誉教授
- 市川仁 - 英文学、中央学院大学第14代学長
- 落合和昭 - 英文学、駒澤大学名誉教授
- 河内賢隆 - 英文学、駒澤大学名誉教授、共訳で第30回日本翻訳文化賞、仁守寺住職
- 河崎征俊 - 英文学、博士、駒澤大学教授、詩人
- 小山努 - 英文学、大学講師
- 高野秀夫 - 英文学、駒澤大学名誉教授、ウォーリック大学客員教授
- 高野正夫 - 英文学、駒澤大学名誉教授
- 中島関爾 - 英文学、博士、駒澤大学教授
- 原成吉 - 英文学、獨協大学教授
- 宮田幸一 - 英文学、博士、鶴見大学教授
- 三好弘 - 英文学、博士、駒澤大学教授

- 松尾俊郎 - 地理学、博士、横浜国立大学教授（博士号）
- 盧道陽 - 地理学、ソウル大学校文理科師範大学教授、湖西大学校名誉教授、忠南大学校文理科大学学長、明知大学校博物館長
- 大和英成 - 地理学、博士（東京大学）、駒澤大学教授
- 櫻井正信 - 地理学、駒澤大学名誉教授、世田谷区名誉区民
- 井関弘太郎 - 地理学、京大院、東大博士、名古屋大学名誉教授、日本第四紀学会会長
- 中島義一 - 地理学、駒澤大学名誉教授、歴史地理学会名誉会員
- 長野覚 - 地理学、博士、駒澤大学教授、山伏研究の第一人者
- 堀内一男 - 地理学および教育学者、跡見学園女子大学教授
- 長沼信夫 - 地理学、駒澤大学名誉教授
- 早船元峰 - 地理学、駒澤大学名誉教授
- 宮口侗廸 - 地理学、博士、早稲田大学大学院教育学研究科長および同教育・総合科学学術院長
- 高木正博 - 地理学、駒澤大学名誉教授
- 角田清美 - 地理学、大学講師、高校教諭
- 矢延洋泰 - 地理学、駒澤大学講師
- 山野明男 - 地理学、博士(岡山大学)、愛知学院大学教授
- 橋詰直道 - 地理学、駒澤大学教授
- 清水長正 - 地理学、明治大学大学院、防災地形コンサルタント、立大・早大講師
- 根本直樹 - 地理学、北海道教育大学教授
- 平井史生 - 地理学、環境科学(筑波大学院)、神奈川大学講師
- 飯塚公藤 - 地理学、博士(立命館大学)、近畿大学総合社会学部准教授

#### 歴史学、考古学
- 梅田良忠 - 歴史学、博士（関西学院大学)、ワルシャワ大学卒、関西学院大学教授
- 服部敏良 - 歴史学、博士、医学博士 (博士号)
- 大野達之助 - 歴史学、博士、駒澤大学教授 (博士号)
- 竹内道雄 - 歴史学、博士、愛知学院大学教授、禅研究所所長（博士号）
- 芥川龍男 - 歴史学、法政大学名誉教授
- 川村優 - 歴史学、博士、千葉県郷土史研究連絡協議会会長
- 阿部肇一 - 歴史学、博士(東京教育大学)、駒澤大学学長
- 葉貫磨哉 - 歴史学、博士、駒澤大学教授
- 三木太郎 - 歴史学。駒澤大学名誉教授
- 田中弘之 - 歴史研究家、駒澤大学図書館副館長
- 仲田正之 - 歴史学、博士、高校教諭
- 廣瀬良弘 - 歴史学、博士、駒澤大学名誉教授・元学長
- 久保田昌希 - 歴史学、博士、駒澤大学名誉教授・元副学長
- 佐々木寛司 - 歴史学、博士(九州大学)、茨城大学名誉教授、明治維新史学会会長
- 大島幸雄 - 歴史学、史聚会代表幹事、鴻巣市文化財保護委員
- 木本好信 - 歴史学、博士、甲子園短期大学元学長
- 西海賢二 - 歴史学、博士、東京家政学院大学名誉教授 (博士号)
- 森田喜久男 - 歴史学、博士、淑徳大学教授
- 松田俊道 - 歴史学（エジプト史）、博士(中央大学)、中央大学名誉教授
- 新井浩文 - 歴史学、博士、埼玉県立歴史と民俗の博物館学芸主幹
- 黒田基樹 - 歴史学、博士、駿河台大学教授
- 村川浩平 - 歴史学、歴史情報学研究所所長
- 鈴木将典 - 歴史学、博士、学芸員、戦国史研究会事務局長

- 飯島武次 - 考古学、博士(東京大学)、駒澤大学名誉教授、日本中国考古学会会長、北京大学考古文博学院客員教授
- 古泉弘 - 考古学、歴史学者、江戸遺跡研究会世話人代表、東京都教育委員会学芸員、NPO法人としま遺跡調査会代表
- 酒井清治 - 考古学、博士、駒澤大学名誉教授
- 田原良信 - 考古学、歴史学者、市立函館博物館館長、箱館奉行所館長
- 鶴嶋俊彦 - 考古学、博士(熊本大学)、熊本城調査研究センター文化財保護主幹
- 今津節生 - 考古学、博士(京都工芸繊維大学)、奈良大学学長・文化財学科教授
- 加藤理文 - 城郭考古学、博士(広島大学)、日本城郭協会理事
- 谷口榮 - 歴史考古学、博士、葛飾区学芸員、境界協会顧問
- 芝田幸一郎 - 考古学、博士(東京大学)、法政大学教授

#### 社会学、社会福祉学、心理学
- 佐々木宏幹 - 宗教人類学、博士(筑波大学)、駒澤大学名誉教授
- 長谷部八朗 - 宗教人類学、駒澤大学名誉教授・学長
- 横山知玄 - 社会学、松山大学教授、スタンフォード大学スココー組織研究所客員研究員
- 坪井健 - 社会学、駒澤大学名誉教授、日本ヒューマンライブラリー学会理事長
- 水元豊文 - 社会学、熊本大学教授、同附属漱石・八雲教育研究センター長
- 俵木悟 - 民俗学、博士(千葉大学)、成城大学教授
- 加島卓 - 社会学、博士(東京大学、学際情報学)、筑波大学教授

- 大和田猛 - 社会福祉学、弘前医療福祉大学短期大学部教授
- 和田光一 - 社会福祉学、創価大学名誉教授
- 高橋信行- 社会福祉学、鹿児島国際大学教授
- 松浦信- 社会福祉学、鈴鹿医療科学大学教授

- 秋山さと子 - 心理学、お茶の水女子大学講師、東京ユング研究会主宰
- 安東末廣 - 心理学、博士、宮崎大学名誉教授
- 茅原正 - 心理学、博士、駒澤大学名誉教授
- 高橋慶治 - 心理学、立命館大学教授、元ヒューマックス取締役
- 武田慎一 - 心理学、東海大学教授
- 谷口泰富 - 心理学、博士、駒澤大学名誉教授（大学院）
- 中村昭之 - 心理学、博士、駒澤大学教授。日本応用心理学会会長・名誉会員
- 八巻秀 - 心理学、秋田大学教授（大学院）

#### 経済学、商学
- 浅野克巳 - 経済学、駒澤大学名誉教授、オハイオ・ウェスリアン大学リサーチ・フェロー
- 飯塚靖 - 経済学、博士、下関市立大学教授
- 江川雅司 - 経済学、明治学院大学教授
- 胡義博 - 経済学、鈴峯女子短期大学教授（修士）
- 岸野文雄 - 経済学、創価大学名誉教授
- 小杉修二 - 経済学、博士、東大院、教授
- 速水昇 - 経済学、東京富士大学教授
- 西村紀三郎 - 経済学、博士、駒澤大学名誉教授
- 原田克己 - 経済学、大妻女子大学名誉教授
- 原田桂一郎 - 経済学、国士舘大学教授
- 平井源治 - 経済学、博士、明海大学および久留米大学教授
- 藤井直 - 経済学、東京富士大学短期大学部教授
- 谷敷正光 - 経済学、駒澤大学名誉教授
- 和田尚久 - 経済学、博士、東洋大学教授（修士）
- 渡辺克博 - 経済学、清和大学教授
- 佐藤俊明 - 経済学、駒澤大学名誉教授
- 北嶋守 - 経済学者、博士（東京大学）。機械振興協会経済研究所所長代理
- 畠中雅子 - 経済学、「暮らしとお金」に関わる著作家、ファイナンシャル・プランナー（CFP）

- 石名坂邦昭 - 商学、博士、駒澤大学名誉教授、日本リスクマネジメント学会理事、日本保険学会理事
- 江尻行男 - 商学、東北福祉大学名誉教授
- 片岡泰彦 - 商学、博士、大東文化大学教授
- 川口修 - 商学、松蔭大学教授
- 山田勝 - 商学、 駒澤大学名誉教授
- 飯野幸江 - 会計学、嘉悦大学教授
- 島崎規子 - 会計学、城西国際大学教授
- 谷江武士 - 会計学、博士、名城大学短期大学部名誉教授
- 土屋清人 - 会計学、博士(政策研究)、租税訴訟学会理事、危機管理システム研究学会常任理事
- 山本孝夫 - 会計学、嘉悦大学名誉教授

#### 法律学、政治学
- 池田良彦 - 法学、東海大学教授、航空運航システム研究会理事
- 生駒正文 - 法学、吉備国際大学教授、大阪工業大学および愛知産業大学教授
- 梅津昭彦 - 法学、博士(神戸大学)、新潟大学教授
- 覚正豊和 - 法学、博士、敬愛大学教授
- 角田政芳 - 法学、東海大学教授
- 金子昇平 - 法学、駒澤大学名誉教授
- 齋藤哲 - 法学、島根大学・東北学院大学・獨協大学教授
- 斉藤寿 - 法学、博士、駒澤大学名誉教授
- 齊藤洋 - 法学、博士、東洋大学教授（大学院）
- 佐瀬一男 - 法学、博士、創価大学名誉教授
- 茂野隆晴 - 法学、山梨学院大学教授
- 新保史生 - 法学、慶應義塾大学総合政策学部教授（大学院）
- 鈴木陽子 - 法学、博士、高崎経済大学教授
- 鶴井俊吉 - 法学、駒澤大学名誉教授、弁護士
- 野口明宏 - 法学、敬愛大学名誉教授
- 古野豊秋 - 法学、博士、桐蔭横浜大学法科大学院教授
- 松村比奈子 - 法学、博士、首都圏大学非常勤講師組合委員長

- 遠藤浩一 - 政治学、拓殖大学教授
- 前泊博盛 - 政治学、経済学(明大院)、沖縄国際大学教授、九州大学大学院助教授

#### 経営学、メディア学、診療放射線学 その他
- 飯野峻尾 - 経営学、玉川大学教授、経営コンサルタント
- 池内守厚 - 経営学、関東学院大学教授
- 嶺輝子 - 経営学、博士(神戸大学)、東京都立大学教授
- 川名和美 - 経営学、博士、高千穂大学副学長
- 桑名義晴 - 経営学、桜美林大学名誉教授、パーソナルファイナンス学会会長
- 鈴木忍 - 経営学、亜細亜大学短期大学部教授
- 鈴木好和 - 経営学、博士(東北大学)、東北学院大学 教授、同大学院経営学研究科長
- 高原真 - 経営学、東京家政学院短期大学教授
- 福地一雄 - 経営学、東北福祉大学名誉教授
- 宮下幸一 - 経営学、桜美林大学副学長
- 伊東秀一 - メディア学、修士(京都造形芸術大学、芸術)、信州大学全学教育機構講師
- 植田功一 - メディア学、九州龍谷短期大学准教授
- 西尾誠示 - 放射線学、駒澤大学名誉教授。日本放射線技術学会永年功労会員

- 上村映雄 - 児童教育、鶴見大学女子短期大学部教授、日本仏教保育協会理事長
- 山内昭道 - 児童教育、東京家政大学名誉教授
- 坂本信昭 - 教育学、駒澤大学名誉教授
- 伊藤勝久 - 教育学、博士（ピッツバーグ大学）、神奈川工科大学教授
- 森順子 - 教育学 (北海道大学修士)、北大新渡戸カレッジフェロー、札幌国際大学短期大学部 講師
- 大石武士 - 体育学、駒澤大学名誉教授、日本空手協会副首席師範
- 太田誠 - 体育学、駒澤大学教授、硬式野球部終身名誉監督
- 舘岡儀秋 - 体育学、駒澤大学教授、日本相撲連盟常務理事
- 後原富 - 体育学、瀋陽体育大学客員教授
- 秋田浩一 - 体育学、駒澤大学教授、サッカー部監督
- 深井正樹 - 体育学 (早稲田大学修士)、駒澤大学講師、サッカー部コーチ
- 石黒魯平 - 言語学、博士、駒澤大学教授
- 大西雅雄 - 言語学・音声学、博士。上智大学・法政大学・駒澤大学教授、日本音声学会名誉会長
- 斎藤秀一 - 方言研究、ローマ字論者
- 中村信幸 - 中国語学、杏林大学教授
- 加藤宗厚 - 図書館情報学、駒澤大学教授
- 稲村徹元 - 書誌学者
- 牧野晋 - 情報学、麗澤大学教授
- 源豊宗 - 日本美術史、博士(京都大学)、関西学院大学および帝塚山学院大学教授
- 藤原喜一 - 東洋美術史・中国書道史研究、博士。大学講師
- 永山くに子 - 看護学、富山大学名誉教授（大学院経済学専攻）
- 横山正巳 - 帝京大学医療技術学部スポーツ医療学科教授
- 丸山劫外 - 和歌の研究、尼僧（大学院）
- 高尾義政 - 占星術師。算命学を日本に伝えた。文学博士

- 上野慧賢 - 教育者、駒澤大学高等学校名誉校長、学校法人駒澤大学理事
- 無着成恭 - 教育、 明星学園教頭、「全国こども電話相談室」回答者
- 清水秀樹 - 教育、向上高等学校校長および学校法人向上学園理事長、自修館中等教育学校初代校長、学校法人文京学園監事
- 山本与志春 - 教育、学校法人青山学院第15代院長および青山学院幼稚園園長、日本私学教育研究所監事、日本私学中学高等学校連合会監事、日本FEBC理事
- 若林宏宗 - 教育、公立高校校長、専門学校校長、大学講師

### 法曹、公認会計士、税理士 その他
裁判官、検察官、弁護士
- 中田和範 - 岐阜地方検察庁元検事正、福岡高等検察庁元次席検事、日本公証人連合会会長
- 小池達子 - 弁護士、フリーアナウンサー（法科大学院）
- 齋藤哲 - 弁護士
- 佐藤美由紀 - 弁護士
- 佐瀬一男 - 弁護士
- 角田政芳 - 弁護士
- 早渕正憲 - 弁護士、徳島弁護士会会長、日本弁護士連合会常務理事
- 島昭宏 - 弁護士、アーライツ法律事務所 代表

公認会計士、税理士 その他
- 尾和慶襯 - 税理士、日本税理士会連合会理事（大学院）
- 佐々木信夫 - 税理士、政治活動家
- 佐藤昇 - 税理士、財務プランニング所長
- 土屋清人 - 税理士
- 畠中雅子 - ファイナンシャル・プランナー

### 経済
- 石井和徳 - ヒロセ電機代表取締役社長
- 川口勝 - バンダイナムコホールディングス代表取締役社長、バンダイ元代表取締役
- 久保淳一 - 前澤化成工業代表取締役社長
- 黒岩正勝 - ニッコンホールディングス代表取締役社長
- 角田浩司 - 白銅代表取締役社長
- 尾方馨 - TBK代表取締役社長
- 田口正幸 - ダイドーリミテッド元代表取締役社長
- 萩原邦章 - 萩原工業元代表取締役社長会長、ポリエチレン製品工業連合会会長、岡山経済同友会代表幹事
- 松岡典之 - マツオカコーポレーション代表取締役社長
- 亀井正通 - ランドビジネス創業社長、会長
- 中津濱健 - スターゼン会長兼代表取締役社長、ローマイヤ元社長
- 石川徹郎 - ハピネット元代表取締役社長・取締役副会長兼最高戦略責任者
- 醍醐茂夫 - ケーヨー元代表取締役社長
- 内田豊稔 - 木曽路代表取締役社長
- 鳥羽豊 - ドトール・日レスホールディングス元代表取締役社長、ドトールコーヒー元社長
- 松園健 - JACリクルートメント元代表取締役社長、顧問
- 渡部秀敏 - ワタベウェディング元代表取締役社長、元会長

- 石井博明 - 能美防災元常務取締役、顧問
- 岩屋良造 - ミツミ電機代表取締役社長、ミネベアミツミ取締役副社長執行役
- 福本謙二 - 日本郵政常務執行役員
- 川村明裕 - 青森銀行代表取締役元副頭取
- 鈴木卓也 - 丸八証券代表取締役社長、東海東京フィナンシャル・ホールディングス顧問
- 栗原清 - 大京元顧問、大京アステージ会長、大京穴吹建設代表取締役会長
- 中村剛 - 大和小田急建設元常務執行役員、フジタ常務監査役
- 宮崎泰 - 戸田建設元代表取締役専務執行役員、顧問
- 斉藤清一 - 大和紡績元代表取締役社長、ダイワボウホールディングス元取締役常務執行役員
- 橋本真司 - スクウェア・エニックス専務取締役、スクウェア・エニックス・ホールディングス理事
- 両角晃一 - テレビ朝日元常務取締役、テレビ朝日ホールディングス元取締役、東日本放送元代表取締役
- 山口修 - JALUX元取締役常務執行役員

- 齊藤佳春 - ミヤノ元代表取締役社長、シチズンマシナリーミヤノ副社長のち取締役相談役
- 洞下英人 - サンコーテクノ代表取締役社長
- 田中尚一郎 - サンメッセ代表取締役社長
- 緒方良 - 三晃金属工業上席執行役員
- 杉本篤哉 - アスカ元代表取締役社長
- 本間常悌 - リンコーコーポレーション代表取締役社長
- 関戸薫子 - セキド元代表取締役社長
- 辻中雄二郎 - まんだらけ代表取締役社長
- 渡辺訓章 - 東京會舘代表取締役社長
- 細川馨 - ビジネスコーチ代表取締役社長

- 大朏直人 - オンキヨー代表取締役社長、名誉会長、日本医療学会会長
- 甲山文成 - 山王代表取締役社長、会長
- 松尾和利 - ジーダット代表取締役社長
- 武田均 - 日本興業元代表取締役社長、会長。積水樹脂元専務取締役、積水樹脂商事元社長、積水樹脂アセットマネジメント元社長
- 寺田和正 - サマンサタバサ創業者、元代表取締役社長
- 小嶋雄介 - Macbee Planet創業者
- 宮沢俊行 - シーティーエス（CTS）創業者・元代表取締役社長
- 牧瀬明 - 麻生フオームクリート元代表取締役社長
- 垣内康晴 - ピーエイ代表取締役社長、アルバイトタイムス元代表取締役社長
- 佐藤茂 - タメニー代表取締役社長、パートナーエージェント代表取締役社長
- 本田豊 - ココスジャパン元代表取締役社長
- 矢代秀己 - ジョナサン元代表取締役社長、小僧寿し元代表取締役社長

- 小高富士夫 - むさし証券元代表取締役社長、会長
- 平林正樹 - 日の出証券元代表取締役社長、大和証券SMBC元専務
- 井本満 - ニッセイ・ウェルス生命保険代表取締役社長、メットライフアリコ生命保険専務執行役員、三井住友海上シティ生命保険会社代表取締役共同社長（カリフォルニア州立大学修士）
- 大石孝 - 三菱UFJモルガン・スタンレー証券元常務執行役員、三菱UFJ国際投信元専務取締役、顧問。SBI証券取締役
- 田中秀明 - 岡崎信用金庫理事長
- 荒木恭司 - 島根電工代表取締役社長、島根県立大学理事
- 河野雄一郎 - 森ビル元取締役常務執行役員、顧問。森ビルエステートサービス代表取締役社長
- 菊池眞紀 - ポーライト代表取締役社長のち会長、埼玉経済同友会代表幹事
- 三宅英臣 - 豊田鉄工元代表取締役社長、取締役会長、相談役。豊田合成監査役、豊田商工会議所11代会頭
- 石川洋之 - トヨタ自動車東日本代表取締役社長、東北経済連合会副会長
- 中村健一 - 中村留精密工業代表取締役社長、日本工作機械工業会元会長、精密工学国際会議（ICPE）元実行委員長
- 山光博康 - サンコー代表取締役CEO
- 吉川昌之 - バンプレスト元代表取締役社長
- 高橋義雄 - テーオー食品株式会社代表取締役社長、会長、相談役
- 中田智洋 - サラダコスモ代表取締役社長
- 香坂伸治 - クリスピー・クリーム・ドーナツジャパン元社長
- 佐藤誠 - きのとや元代表取締役社長、Kコンフェクト社長
- 高木修一 - 大塚製薬工場代表取締役社長、大塚ホールディングス取締役
- 高橋惠三 - マルエツ元代表取締役社長、会長
- 福本博之 - 十字屋元代表取締役社長
- 原昭彦 - 成城石井代表取締役社長
- 西村俊成 - 大日本雄辯會講談社（現・講談社）常務、顧問
- 岸本正男 - 沖縄タイムス社元代表取締役社長、会長、相談役
- 米田豊彦 - 徳島新聞元代表取締役社長、会長
- 長谷川寛彦 - 天竜浜名湖鉄道元代表取締役社長
- 尾﨑晌 - 正映元代表取締役社長、TBSビジョン取締役スポーツ本部長
- 加地隆雄 - C.A.L元代表取締役社長
- 落合伸治 - チームラボアメリカ法人CEO
- 東暉久 - 東京音楽センター（TMC）創業者
- 安藤広一 - 日本コロムビアA&C元顧問、スピードスター・ミュージック代表取締役社長
- 伊東宏晃 - エイベックス・マネジメント元代表取締役社長
- 井本満 - ノーススターズ・ピクチャーズ元代表取締役社長
- 橋本真司 - フォワードワークス取締役会長
- 長田暁二 - テイチクエンタテインメント元顧問、徳間音工元常務取締役、ポリドール・レコード学芸部長
- 剱持嘉一 - 芸能プロダクション社長、芸能プロデューサー
- 酒井善貴 - アイビーレコード代表取締役社長
- 橋本真司 - ソニー・ミュージックエンタテインメントシニアアドバイザー
- はぶ三太郎 - まむしプロダクション代表取締役社長
- 山多裕生 - MIRAI PICTURES JAPAN常務取締役・映像ディレクター

- 加地隆雄 - 横浜ベイスターズ元球団社長
- 石毛宏典 - IBLJ代表取締役、四国アイランドリーグ創設、関西独立リーグ最高顧問
- 村山哲二 - BCリーグ代表、運営会社ジャパン・ベースボール・マーケティング代表取締役社長
- 三沢今朝治 - BCリーグ・信濃グランセローズ代表取締役社長、長野県民球団会長
- 藤生恭子 - ベースボールプランニング代表
- 岩本文昭 - Jリーグ V・ファーレン長崎元代表取締役専務取締役
- 佐久間悟 - Jリーグ ヴァンフォーレ甲府代表取締役社長、GM
- 碓氷幸一 - 株式会社アニロデポルテ代表取締役、Japan Athlete Relation Network代表理事
- 間宮恒行 - 湘南ベルマーレフットサルクラブ　アンバサダー
- 大塚直樹 - ジャパンプロレス代表取締役社長および代表取締役副会長
- 高木三四郎 - DDTプロレスリング代表取締役社長

- 伊藤文學 - 第二書房代表取締役社長
- 大橋健 - ペトロルブ・インターナショナル元代表取締役社長
- 小野光一 - 金精軒製菓代表取締役社長
- 来山哲二 - ポエック代表取締役社長、会長
- 坂本和昭 - 坂本ビルおよび坂本商事代表取締役社長、観光カリスマ百選
- 篠野中道 - チェスコム社長、転送電話機チェスコムを開発、経済界大賞 青年経営者賞
- 田中博之 - THINGMEDIA代表取締役社長（中退）
- 仲吉昭治 - ジー・エフ社長のち会長、グリーン・シップ代表取締役社長
- 藤木隆宣 - 仏教企画代表取締役社長

#### コンサルタント
- 飯野峻尾 - 経営コンサルタント
- 石原明 - 経営コンサルタント、日本経営教育研究所「CK PLAT」代表取締役社長
- 細川馨 - 経営コンサルタント、ビジネスコーチ、ビジネスコーチ株式会社代表取締役社長
- 三重野研一 - コンサルタント、著作家

#### 社会事業
- 荒崎良徳 - 福祉事業、児童養護施設園長、僧侶
- 有馬実成 - 社団法人シャンティ国際ボランティア会SVAの創設者、専務理事
- 内山光雄 - 労働運動、私鉄北陸地連委員長、私鉄総連中央副執行委員長（中退）
- 菊池弥生 - NPO法人「少年ケニヤの友」ケニア事務所ディレクター
- 小林成基 - NPO法人自転車活用推進研究会理事長、エコサイクル・マイレージ事務局長、日本シェアサイクル協会副会長
- 佐瀬睦夫 - 社会福祉事業、社会福祉法人県央福祉会理事長
- 篠原鋭一 - NPO法人自殺防止ネットワーク「風」理事長
- 谷口節道 - 福祉事業、児童養護施設園長、尼僧
- 藤木隆宣 - 社会福祉法人輝雲会理事長、仏教企画代表
- 藤本幸邦 - 福祉事業、養護施設設立、僧侶
- 水野敬生 - 社会福祉法人理事、特別養護老人ホーム施設長、全国老人福祉施設協議会 広報委員会委員長

### マスメディア
- 外狩素心庵 - 中外商業新報社（現:日本経済新聞）学芸部長、参事
- 加藤達也 - 産経新聞ソウル支局長、社会部編集委員
- 前泊博盛 - 琉球新報論説委員長、沖縄国際大学大学院教授
- 両角晃一 - 朝日新聞元横浜総局長、同社役員待遇広報・環境担当兼お客様本部長、朝日新聞厚生文化事業団理事長
- 結城豊弘 - 報道局兼制作局部長待遇チーフプロデューサー、境港市観光協会会長
- 永峰明 - フジテレビテレビディレクター、演出家
- 西田隆一 - テレビディレクター、映像監督、放送作家、副音声作家
- 鈴木賢一 - ラジオディレクター
- 田中聡 - エフエム京都代表取締役専務、イベントプロデューサー（中退）
- 斎藤滋 - 音楽プロデューサー、アニメプロデューサー
- 西村俊成 - 編集者、「少年倶楽部」編集長
- 伊藤文學 - 編集者、月刊「薔薇族」編集長
- 本山嗣朗 - 元雑誌記者、編集者。週刊パーゴルフ副編集長
- 烏兎沼佳代 - 編集者、ふろく研究家
- 猪股昌也 - 編集者、音楽情報雑誌『オリコン・ウィーク The Ichiban』編集長

#### アナウンサー、気象予報士
- 榎本勝起 - TBS (3期)「アドリブの榎さん」『榎さんのおはようサンデー』
- 藤井暁 - テレビ朝日
- 大浜平太郎 - テレビ東京、経済部キャスター
- 小田切千 - NHK
- 植田功一 - NHK、朝日ニュースターキャスター
- 槇嶋範彦 - 文化放送、フリー
- 結城豊弘 - 讀賣テレビ放送アナウンサー、鳥取県東京事務所戦略アドバイザー
- 鈴木敏弘 - ラジオ福島、テレビ静岡、フリー
- 上野晃 - テレビ和歌山、テレビ埼玉アナウンス室長、フリー、TCP Artist講師
- 上野泰夫 - 秋田放送、フリー
- 中川充四郎 - フリーアナウンサー、スポーツジャーナリスト
- 西村文江 - アナウンサー、ナレーター「私鉄の車内ナレーション」
- 柳沢剛 - 仙台放送アナウンス部長、広報部長、番組審議室長
- 伊東秀一 - テレビ信州報道部長、解説委員
- 今川渡祥 - IBC岩手放送
- 牛嶋俊明 - 中部日本放送、ラジオDJ、司会者
- 大橋都希子 - 中部日本放送、フリー
- 金指誠 - 毎日放送、ラジオ局制作部ディレクター
- 佐藤哲也 - 西日本放送、ラジオ福島、フリー
- 望月智 - テレビ山梨、報道記者
- 重盛政史 - 福井放送ラジオセンター
- 宗宮修一 - 東海テレビ放送、WOWOW
- 田上和延 - 九州朝日放送
- 加島和裕 - 札幌テレビ放送、同事業局エグゼクティブマネージャー
- 高田英子 - 北海道文化放送、フリー
- 矢部順子 - 岩手朝日テレビ、テレビ北海道、実業家、札幌観光大使
- 続木美香 - 北海道文化放送、ショップチャンネルキャスト
- 藤生恭子 - スタジアムアナウンサー、株式会社BaseballPlanning代表
- 楠葉絵美 - フリーアナウンサー、TBSグロウディア所属
- 岡加依子 - エフエム香川
- 真鍋杏奈 - 宮崎放送リポーター、フリー、ホリプロアナウンス室
- 加藤響子 - 山梨放送、フリー
- 佐藤玲奈 - テレビユー福島
- 岡本采子 - さくらんぼテレビジョン
- 大塚直樹 - リングアナウンサー

気象予報士
- 平井史生 - 気象予報士
- 丸田絵里子 - 気象予報士（短大）

### 文芸

#### 作家
- 會津信吾 - 古典SF研究者、作家、共著で日本SF大賞
- 空木春宵 - 幻想文学作家、SF作家
- 小栗さくら - 歴史小説家
- 小澤道雄 - 小説家「本日ただいま誕生」映画・ドラマ化（中退）
- 神尾あるみ - 小説家、富士見ノベル大賞 審査員特別賞
- 川崎貴人 - 推理作家
- 北森鴻 - 推理作家、鮎川哲也賞、日本推理作家協会賞(短編および連作短編集部門)
- 霧舎巧 - 推理作家、メフィスト賞
- 佐藤大輔 - 架空戦記作家「征途」「レッドサン ブラッククロス」など
- 佐橋法龍 - 作家、僧侶
- 塩沢槙 - ノンフィクション作家
- 霜月りつ - 小説家
- 須藤靖貴 - 小説家、小説新潮長編小説新人賞
- 藤咲あゆな - 小説家、脚本家
- 片理誠 - 小説家、SF作家
- 丸山金治 - 小説家（中退）
- 未上夕二 - 小説家、第5回野性時代フロンティア文学賞
- 三本雅彦 - 小説家、オール讀物新人賞
- 宮越郷平 - 小説家、さきがけ文学賞（中退）
- 武者一雄 - 小説家、児童文学作家、講談社児童文学新人賞佳作
- 靖子靖史 - 小説家、ライトノベル
- 谷津矢車 - 歴史小説家、歴史群像大賞優秀賞、歴史時代作家クラブ賞作品賞
- 山口香 - 小説家、推理小説
- 横沢彰 - 小説家、児童文学作家、日本児童文学者協会新人賞
- 好川之範 - 歴史作家、北海道幕末維新史研究会副代表、札幌市教育文化会館元館長
- 吉川良 - 小説家、芥川賞候補（中退）

#### ジャーナリスト、評論家、ライター
- 山崎まゆみ - 温泉エッセイスト、ノンフィクション作家
- 及川彩子 - スポーツライター、作家、さいたま市スポーツ文学賞大賞
- 中川充四郎 - スポーツジャーナリスト
- 石飛仁 - ジャーナリスト、ノンフィクション作家、劇作家
- 松永憲生 - ジャーナリスト・ノンフィクション作家
- 椎名篤子 - ジャーナリスト、ノンフィクション作家、日本子ども虐待防止学会副会長
- 遠藤浩一 - 評論家
- 瀧澤中 - 政治史研究、政治評論家
- 神谷和宏 - 教育論、社会批評、ウルトラマン論
- 皆吉淳延 - 教育評論家、予備校講師
- 末永和子 - エッセイスト「カナダを耕した家族の物語」2014（日本図書館協会選定図書）
- 東條英利 - 神社評論家、一般社団法人国際教養振興協会代表理事
- 吉田邦博 - 文筆家「図説古事記と日本の神々」など
- 外狩素心庵 - 美術評論家
- 稲村坦元 - 郷土史研究、埼玉県郷土文化会名誉会長。
- 辻本一英 - 芝原生活文化研究所代表、NPO法人ヒューマンネットとくしま理事長、阿波木偶箱まわし保存会顧問、徳島県部落史研究会会長
- 松川隆治 - 長崎外海キリシタン研究会代表、外海潜伏キリシタン文化資料館館長
- 長田暁二 - 音楽文化研究家
- 中村俊夫 - 音楽評論家・プロデューサー
- 榎本勝起 - 放送ジャーナリスト「講演の名手」
- 田中千秋 - 天文家、天文観測家
- 相場一宏 - 囲碁ライター、編集者（中退）
- 池田憲章 - 特撮研究家、アニメ評論家・プロデューサー
- ツクイヨシヒサ - マンガ評論家、ライター、編集者
- 折井雅子 - サイエンスライター
- 川又昌子 - フリーライター
- 椎名桂子 - フリーライター、新体操ライター
- 柏秀樹 - モータージャーナリスト
- 小石雄一 - 著作家『週末の達人』など
- 山崎一夫 - ギャンブルライター
- 岡部うた子 - 児童書翻訳家
- 奥村正博 - 翻訳家
- 三重野研一 - 翻訳家、著作家
- ゴジキ - 野球評論家、著作家

#### 俳人、歌人、詩人、作詞家
- 喜谷六花 - 俳人、僧侶
- 松田月嶺 - 俳人
- 酒井大岳 - 俳人、朝日俳壇賞
- 伊藤文學 - 歌人
- 大下一真 - 歌人。日本歌人クラブ賞、寺山修司短歌賞、若山牧水賞、迢空賞
- 中西悟堂 - 歌人、詩人。文化功労者、日本野鳥の会創設者
- 中山明 - 歌人。短歌研究新人賞
- 樋口美世 - 歌人
- 山中律雄 - 歌人、第50回日本歌人クラブ賞
- 太田玉茗 - 詩人
- 河崎征俊 - 詩人
- 三宅武治 - 詩人
- 山本丞 - 詩人、北海道立文学館評議員
- 杉作J太郎 - 詩人
- 吉川静夫 - 作詞家、音楽著作権協会理事。日本詩人連盟賞特賞、日本レコード大賞特別賞

#### 劇作家、脚本家、放送作家、演出家
- 古川健 - 劇作家、脚本家。劇団チョコレートケーキ所属
- 南慎介 - 脚本家、劇団主宰
- 大井洋一 - 放送作家、脚本家（中退）
- 大森立嗣  - 脚本家
- 森光司 - 放送作家、元芸人「MANZAI-C」（中退）
- 小野寺修二 - 演出家、振付家、俳優
- 日澤雄介 - 演出家、劇団チョコレートケーキ主宰
- 高島勲 - オペラ演出家、彩の国さいたま芸術劇場参与、東京芸術大学講師、日生劇場芸術参与

#### 漫画家、映画監督
- 奥田ひとし - 漫画家『天地無用!』『でたとこプリンセス』
- 高橋葉介 - 漫画家、漫画原作者『夢幻紳士』『学校怪談』『もののけ草紙』
- 中尊寺ゆつこ - 漫画家「オヤジギャル」1990年新語・流行語大賞新語部門銅賞
- 所十三 - 漫画家『名門!多古西応援団』『疾風伝説 特攻の拓』『DINO2』
- 林律雄 - 漫画原作者『おやこ刑事』『総務部総務課山口六平太』で文化庁メディア芸術祭マンガ部門優秀賞
- 原哲夫 - 漫画家『北斗の拳』『花の慶次』『蒼天の拳』（中退）
- 不動らん - 漫画家
- 芳井一味 - 漫画家『ホイホイ白書』『犯罪心理学』

映画監督
- 青山定司  - 映画監督
- 大森立嗣  - 映画監督、脚本家『日日是好日』で報知映画賞監督賞
- 荻野欣士郎 - 映画監督
- 信藤三雄 - アートディレクター・映像ディレクター・映画監督
- 杉作J太郎 - 映画監督、タレント
- 成島出 - 映画監督、『八日目の蝉』で日本アカデミー賞最優秀監督賞（中退）

#### 写真家、イラストレーター、デザイナー
- 荒多惠子 - 写真家
- 塩沢槙 - 写真家
- 杉本聖一 - 鉄道写真家、ライター、エディター
- 田中千秋 - 天文写真家
- 戸田基大 - 写真家
- 榎本一夫 - イラストレーター、デザイナー
- 安西智 - 絵師、絵描きユニット「だるま商店」
- 池田源英 - はり絵作家、イラストレーター
- 篠原くにこ - ニットデザイナー、「日本ゆび編み協会」理事長

#### 画家、書家 その他
- 米山渉 - 洋画家
- 粟谷正光 - 水墨画家
- 佐野丹丘 - 書道家、東洋書芸院顧問、産経国際書会名誉顧問、長光寺住職
- 長谷川耕史 - 書道家
- 北寄崎嵩 - 舞台照明家、日本照明家協会副会長、日大芸術学部講師
- 建部知弘 - 作曲家、編曲家、吹奏楽指導者
- 中村雅之 - 横浜能楽堂館長、横浜市芸術文化振興財団理事
- 善竹大二郎 - 狂言方大蔵流能楽師
- 橋本真司 - ゲームクリエイター
- 山崎草響 - 草月流師範、フラワーアーティスト、きき酒師
- 神戸勝彦 - イタリア料理オーナーシェフ
- 荻野みどり - オーガニックプロデューサー（社会学科中退）
- 白水直樹 - スポーツトレーナー、鍼灸師、あん摩マッサージ指圧師
- 森庸年 - 行動経路研究家、気の鍛錬術「森の会」主宰
- 矢野悦子 - スタイリスト、ファッションアドバイザー
- 大八木京子 - 栄養士、食育インストラクター

### 芸能

#### 俳優、声優、タレント、モデル
- 芦川誠 - 俳優『その男、凶暴につき』など北野武監督作品に多数出演
- 石田佳央 - 俳優（中退）
- 石原舞子 - 女優、松竹劇団新派所属
- 伊海田弘 - 俳優（別名・二階堂浩）
- 正岡邦夫 - 俳優
- 杉原あつ子 - 女優
- 東丘いずひ - 女優
- 角替和枝 - 女優、劇団東京乾電池。夫は柄本明
- 中原丈雄 - 俳優、NHK「花子とアン」村岡平祐役など
- 中山幸一 - モデル、俳優、「特救指令ソルブレイン」
- 関泰章 - 俳優
- 国枝量平 - 俳優
- 渕野俊太 - ミュージカル俳優
- 吉野正弘 - 俳優、文学座所属
- 西山浩司 - 俳優（中退）『欽ドン!良い子悪い子普通の子』のワルオ役など
- 羽場裕一 - 俳優（中退）TBS昼ドラ『ぽっかぽか』主人公の夫・田所慶彦役など
- 宮川浩 - ミュージカル俳優
- とむ畑中 - 俳優
- 山本康平 - 俳優、『忍風戦隊ハリケンジャー』のハリケンイエロー役など
- 一色絢巳 - 女優、タレント
- 猪塚健太 - 俳優、アミューズ所属
- 伊藤大征 - 俳優
- 江益凛 - 女優、モデル（中退）
- 桐谷健太 - 俳優（中退）
- 佐野泰臣 - 俳優、『3年B組金八先生』の息子・幸作役など
- 中山優馬 - 俳優、元NYC（中退）
- 西田隆維 - 俳優
- 野川慧 - 俳優（中退）
- パークマンサー（三箇一稔） - 俳優、振付師、歌手、お笑いタレント
- 日高七海 - 女優
- 高木眞之介 - 俳優、モデル
- 山田佳奈 - 俳優、EnvisionNextage所属
- 菅生新樹 - 俳優、モデル

声優
- 佐藤正治 - 声優、ナレーター（中退）
- 佐藤芳洋 - 声優、ナレーター
- 島岡安芸和 - 声優、俳優
- 関俊彦 - 声優。日髙のり子・山寺宏一とバナナフリッターズ、第15回声優アワード富山敬賞
- 飛田展男 - 声優（中退）
- 永堀美穂 - 声優
- 福士秀樹 - ナレーター、声優、俳優
- 織田優成 - 声優
- 佐藤アサト - ナレーター、声優、ディスクジョッキー
- 安元洋貴 - 声優。第15回声優アワードパーソナリティ賞
- 三森すずこ - 声優（中退）
- 沢城千春 - 声優、俳優
- 新井良平 - 声優
- 山咲しづ香 - 声優、ナレーター

タレント、モデル
- 黒木悦子 - モデル、シャンソン歌手
- 森本蘭 - 元CanCamモデル、ユニチカキャンペーンモデル、タレント
- 小栗さくら - 歴史タレント、歌手、作詞家
- 高橋美咲 - モデル、レースクイーン、2014年ミス・ユニバース・ジャパン3位（中退）
- 相原みぃ - タレント
- 加藤悠 - タレント、プロレスラー
- 麻倉みな - グラビアアイドル
- 高橋加奈 - モデル、タレント
- 竹内佳菜子 - タレント、モデル
- 近藤あや - タレント、モデル
- 坂井古都 - アイドル、タレント
- 楠悠 - 歌手、タレント
- 黒口なつ - モデル、タレント、Miss of Miss Campus Queen Contest2018 グランプリ
- 藤澤響花 - モデル、レースクイーン、俳優、タレント
- 宮瀬なこ - グラビアアイドル、タレント、女優
- 佐々木美玲 - アイドル、ファッションモデル、日向坂46メンバー
- 杉本愛莉鈴 - モデル、グラビアアイドル、女優
- 月山京香 - タレント、ファッションモデル
- 齋藤茉日 - ファッションモデル、ダンサー、タレント
- 城みちる - 歌手、タレント（中退）
- 杉作J太郎 - 漫画家、俳優、ライター
- はぶ三太郎 - タレント、まむしプロダクション社長
- 深町健二郎 - タレント、プロデューサー、日本経済大学教授
- DJ社長 - 音楽およびYouTuberグループ「レペゼン地球」（中退）
- 安西 - YouTuberグループ「だいにぐるーぷ」元メンバー、スタッフ
- 奥谷知弘 - モデル、俳優、Candy Boyメンバー
- 川井雅弘 - 歌手、モデル、俳優、声優

- 高村智庸 - TVリポーター、テレビ朝日アスク講師、元俳優
- 三井三太郎 - TVリポーター、タレント
- 神谷明良 - 芸能記者、芸能リポーター

#### ミュージシャン
- 東てるひこ - シンガーソングライター、音楽プロデューサー
- 山本正之 - ミュージシャン、作曲家
- 小野寺進 - 飛行船元メンバー、キーボード担当
- ミッキー大野 - シンガーソングライター、ラジオパーソナリティ
- JIVE（コーラス・グループ）
  - 宮下文一 - リーダー、ミュージシャン、作曲家
  - 前田克美 - 作詞家
  - 内海秀和 - 作曲家、ボイストレーナー
  - 高橋誠 - 元メンバー、作詞・作曲家
- 平賀マリカ - ジャズシンガー
- 大沢誉志幸 - ミュージシャン、作曲家
- 杉原あつ子 - カンツォーネ歌手、女優
- 滝本晃司 - 元たまのベース、すべり台研究家
- 羽田一郎 - 作曲家、編曲家。在学中、久保田利伸とファンク・バンド結成
- 久保田利伸 - ミュージシャン
- 佐藤シンイチロウ - 「the pillows・The ピーズ」ドラムス
- 矢口壹琅 - ミュージシャン（中退、バークリー音楽大学ジャズ作曲科卒）
- 大木温之 - ミュージシャン、「The ピーズ」ボーカル・ベース
- 和嶋慎治 - ロックバンド人間椅子メンバー
- 岩田美生 - The STRUMMERSリーダー、ボーカル
- NAKAZ - ベーシスト、元The STRUMMERS、THE STAR CLUB、TOO LATE...ASIA
- 金戸覚 - ベーシスト、FTK&K、B.F.I.メンバー
- イノマー - オナニーマシーン ヴォーカル兼ベース
- 平石カツミ - ベーシスト、トランペット奏者、さだ工務店メンバー
- 藤岡善信 - 「坊主バンド」リーダー、「坊主バー」マスター
- 佐藤雅俊 - ACIDMANベーシスト
- 高瀬龍一 - JAZZトランペット奏者、Banda Mandacarinhoメンバー
- 飯嶋康平 - かぐら元メンバー、ミュージシャン
- 小倉しんこう - ミュージシャン、作詞・作曲・編曲家、音楽プロデューサー
- 齋藤紘良 - 音楽家、COINN、齋藤紘良&ミラージュ楽団
- 安藤誠之 - ミュージシャン
- Naoki Itai（板井直樹） - 音楽プロデューサー、編曲家、作曲家、ギタリスト
- 小栗さくら - 歴史系アーティスト「さくらゆき」ボーカル、作詞作曲
- 白藤ひかり - 津軽三味線奏者、輝&輝メンバー
- 山田大介（ノルオブ） - JABBA DA FOOTBALL CLUB MC
- 井上馨太 - 作曲家、編曲家、MONACA所属
- 木村徹二 - 歌手、作詞家。父は鳥羽一郎
- なめちゃん - ウルトラ寿司ふぁいやーキーボード、コーラス
- 松田泰成 -  タレント・Youtuber、背徳の薔薇メンバー
- KOERU - トラックメイカー、音楽プロデューサー、DJ
- キイチビール&ザ・ホーリーティッツ - バンドグループ
- 長靴をはいた猫 - バンドグループ
- こっちのけんと - マルチアーティスト、歌手、アカペラグループ・ケミカルテットメンバー
- 久保玲奈 - ボーカリスト、Prizmmy☆元メンバー

#### 講談師、落語家、漫談家
- 一龍斎貞心 - 講談師、講談協会常任理事。1981・2000年 文化庁芸術祭優秀賞
- 神田愛山（2代目） - 講談師、日本講談協会常任理事（落研出身、中退）
- 三遊亭貴楽 - 落語家、五代目円楽一門会（落研）
- 桂竹丸 - 落語家、文化庁芸術祭大衆芸能部門優秀賞、落語芸術協会理事（落研11期）
- 三遊亭遊馬 - 落語家、文化庁芸術祭大賞（落研25期）
- 桂文雀（3代目） - 落語家、文化庁芸術祭賞（落研27期）
- 古今亭駒子 - 落語家（短大）
- 立川志ゑん - 落語家、落語立川流
- 三遊亭円楽 (7代目) - 落語家、NHK新人演芸大賞 落語部門大賞
- 昔昔亭A太郎 - 落語家
- 三遊亭ふう丈 - 落語家（落研39期）
- 三遊亭金の助 - 落語家
- 柳家あお馬 - 落語家、大和市文化芸術未来賞（落研43期）
- 春風亭昇輔 - 落語家（落研46期）
- 古今亭雛菊 - 落語家（落研48期）
- 青空うれし - 漫談家
- 大瀬うたじ - 漫談家、漫才協会理事。元大瀬ゆめじ・うたじ

#### お笑いタレント・芸人
- 萩本欽一 - コメディアン、タレント（中退）
- せんだみつお - タレント（中退）
- 小松千春 - 元トリオ・ザ・ミミック、サウンドコピー、灘康次とモダンカンカン
- オショー小林 - 元お笑い芸人、元声優、元俳優、僧侶
- 東貴博 - お笑いタレント、コンビ「Take2」（卒業所要単位取得中退）
- 居島一平 - 漫才コンビ「米粒写経」（中退）
- 中たつや (中 辰哉) - マジシャン、ボディメンター
- ど〜も剛☆ - ものまねユニット「NinKi Kids」
- 児玉智洋 - お笑いコンビ「サルゴリラ」キングオブコント2023王者
- 中村英将 - 元コンビ「ゆったり感」
- 小石田純一 - お笑い芸人
- サドヤマエス - 「魔族 (お笑いコンビ)」
- 杉山大介 - お笑いコンビ「ダメジン」元メンバー
- M高史 - ものまねアスリート芸人
- 川村わかな - お笑い芸人
- あばれる君 - お笑い芸人
- ホビー (お笑い芸人) - お笑いコンビ「アナクロニスティック」
- 長谷川巧貴 - お笑いコンビ「アナクロニスティック」
- HARUKAZE - お笑いコンビ「ネバーギブアップ」
- 伊藤俊介 - 「オズワルド」
- 笹本はやて - お笑いコンビ「ネイチャーバーガー」
- 前田裕太 - お笑いコンビ「ティモンディ」
- 伝書鳩 (お笑いトリオ) - 2023年UNDER 25 OWARAI CHAMPIONSHIPファイナリスト

## 出身者　仏教・哲学

### 僧侶
- 青山俊董 - 著作家、尼僧、愛知専門尼僧堂堂長
- 赤根祥道 - 著作家
- 畔上楳仙 - 總持寺独住2世貫首、曹洞宗第三代管長
- 新井石禅 - 總持寺独住5世、曹洞宗第11代管長
- 有馬実成 - 原江寺住職、シャンティ国際ボランティア会専務理事
- アルボムッレ・スマナサーラ - スリランカ上座部仏教長老
- 五十嵐卓三 - 山形県鶴岡市善寶寺第42世住職、大本山總持寺顧問
- 一戸彰晃 - 五所川原市雲祥寺住職
- 伊藤道海 - 曹洞宗管長、總持寺独住9世貫首
- 稲村坦元 - 大本山永平寺副監院、見性寺住職
- 茨木兆輝 - 西蓮寺東堂、アジア仏教徒協会会長
- 雲輪瑞法 - 著作家、尼僧、大宝寺7代目住職
- 江川辰三 - 曹洞宗管長、總持寺独住25世貫首、全日本仏教会第33期会長
- 丘球学 - 永平寺副貫首
- 奥村正博 - アメリカ開教師
- 小倉玄照 - 文筆家、成興寺第十三世住職、加茂保育園理事長
- 乙川弘文 - アメリカ開教師
- 小原智司 - 西光寺住職、全国曹洞宗青年会理事、日本スリランカ禅仏教協会事務局長、大教師
- 片桐大忍 - アメリカ開教師
- 金田諦應 - 通大寺住職、日本臨床宗教師会副会長、東北大学大学院実践宗教学寄附講座運営委員長
- 久我篤立 - 總持寺独住第14世貫首、大僧正、龍拈寺管長
- 来馬正行 - 観音院住職、曹洞宗総合研究センター講師、中村元東方研究所東方学院講師
- 小島昭安 - 口演童話家、永源寺住職、正力松太郎賞本賞・久留島武彦文化賞受賞
- 金田諦應 - 通大寺住職、日本臨床宗教師会副会長
- 孤峰智璨 - 總持寺独住18世貫首
- 酒井大岳 - 著作家、長徳寺17世住職
- 佐川玄彝 - 總持寺独住第15世貫首、永平寺第72世貫首
- 佐々木雄堂 - 龍泰寺住持職、郷土史家、教育家、思想家
- 佐藤俊明 - 曹洞宗大教師
- 篠原鋭一 - 長寿院住職
- 鈴木俊隆 - アメリカ開教師
- 須田道輝 - 著作家、天祐寺住職
- 大愚元勝 - 著作家、佛心宗大叢山福厳寺第31代住職、佛心僧学院学長。
- 大道長安 - 長安寺住職、救世教の祖
- 高梨尚之 - 精進料理研究家、永平寺東京別院典座
- 滝谷琢宗 - 永平寺貫首
- ダンテス・ダイジ - 著作家、タントラ・ヨーガ・グル、坐禅老師
- 中世古祥道 - 正泉寺十四世住職のち東堂、道元および愛洲移香斎の研究者
- 中野東禅 - 可睡斎後堂
- 中村信幸 - 松雲寺住職
- 西村輝成 - 著作家、信松院住職、總持寺国際部長、全日本仏教会副会長
- 原田道一 - 著作家、正宗寺東堂
- 福山諦法 - 曹洞宗管長、永平寺79世貫首、仏教伝道協会理事長
- 藤木隆宣 - 仏教企画代表、日庭寺住職
- 前角博雄 - アメリカ開教師
- 南澤道人 - 永平寺第80世貫首、曹洞宗管長
- 宮崎奕保 - 永平寺第78世貫首、曹洞宗管長
- 無着成恭 - 教育家
- 村上泰賢 - 東善寺住職、「小栗上野介忠順」顕彰会理事
- 森田悟由 - 永平寺貫首
- 山崎辨榮 - 浄土宗僧侶・当麻上人
- 吉岡棟一 - 円通寺住職、宗議会議長、大学理事長
- 吉村昇洋 - 曹洞宗八屋山普門寺副住職、精進料理研究、公認心理師、臨床心理士
- 陸鉞巌 - 名古屋市円通寺第28世、両本山布教師、曹洞宗大学林総監
- 若生国栄 - 円通寺第43世、永平寺監院
- 渡会正純 - 大本山總持寺祖院副寺、大学講師、社会福祉法人専務理事

### 仏教学者
- 忽滑谷快天 - 博士(国家学位)、曹洞宗大学学長、駒澤大学初代学長
- 納冨常天 - 博士、鶴見大学副学長、神奈川県立金沢文庫長、總持寺宝物殿館長
- 秋野孝道 - 曹洞宗大学学長、總持寺貫首、曹洞宗管長
- 秋山大 - 大倉精神文化研究所研究員
- 浅野斧山 - 曹洞宗大学林教授、名古屋市天年寺第16世
- 金法麟 - 東国大学校総長、建国勲章独立章
- 東隆眞 - 博士、駒沢女子大学第2代学長、同名誉教授
- 阿部慈園 - 博士(プーナ大学及びバンダルカル東洋学研究所)、明治大学教授、東方学院総務兼講師、黙仙寺住職
- 安藤文英 - 駒澤大学教授、總持寺顧問、学校法人総持学園理事長
- 池田英俊 - 博士 (筑波大学)、北海学園大学教授
- 池田練太郎 - 駒澤大学学長、日本印度学仏教学会賞
- 池田魯参 - 駒澤大学名誉教授・総長、日本印度学仏教学会賞
- 石井修道 - 博士、駒澤大学名誉教授
- 石井清純 - 駒澤大学学長、禅研究所所長
- 石川力山 - 駒澤大学教授、日本印度学仏教学会賞
- 石田豪澄 - 名城大学教授。天台宗僧侶、岩屋寺住職
- 伊藤秀憲 - 博士、愛知学院大学教授
- 伊藤隆寿 - 博士、駒澤大学名誉教授
- 印幻 - 東国大学校学長
- ウィリアム・ボディフォード - 博士(イェール大学)、カリフォルニア大学ロサンゼルス校(UCLA)教授
- 上田祖峯 - 駒沢女子短期大学第2代学長、駒澤学園理事長・学園長
- 江口正尊 - 北海道医療大学名誉教授
- 衛藤即応 - 博士(京都大学)、駒澤大学総長
- 大久保道舟 - 福井大学教授
- 太田久紀 - 駒澤短期大学および駒沢女子短期大学教授
- 大谷哲夫 - 駒澤大学・駒澤短大学長、都留文科大学理事長、東北福祉大学学長
- 大野栄人 - 博士、愛知学院大学長
- 大森禅戒 - 駒澤大学学長、永平寺貫首
- 岡部和雄 - 東大修士、駒澤大学名誉教授
- 小笠原隆元 - 東京大学修士、駒澤大学名誉教授、總持寺顧問、広沢寺第30世住職。
- 岡本素光 - 博士、駒澤大学第6代総長
- 小川隆 - 中国文学、博士(東京大学)、駒澤大学教授
- 小川弘貫 - 博士、駒沢女子短期大学初代学長
- 鏡島元隆 - 博士、駒澤大学総長
- 角田泰隆 - 駒澤大学教授、NHK こころの時代 担当
- 片山一良 - パーリ仏教研究者、駒澤大学教授
- 鎌田茂雄 - 博士(東大)、東京大学名誉教授、第66回日本学士院賞受賞
- 川口高風 - 博士、愛知学院大学教授
- 河村孝道 - 博士、駒澤大学名誉教授
- 神戸信寅 - 愛知学院大短期大学部教授、愛知学院大学禅研究所研究員
- 木村泰賢 - 博士(東大)、東京帝国大学教授
- 榑林皓堂 - 博士、駒澤大学学長
- 桑原亮三 - 京大修士、ライス大学研究員、太平寺住職
- 熊澤泰禅 - 曹洞宗大学林(現・駒澤大学)教授、總持寺独住16世貫首、永平寺73世貫首
- 小坂機融 - 駒澤大学名誉教授、泉岳寺住職、大本山永平寺東京別院堂長
- 酒井得元 - 博士、駒澤大学名誉教授
- 境野哲 - 仏教史、博士、東洋大学学長
- 佐久間賢祐 - 苫小牧駒澤大学学長
- 桜井秀雄 - 博士、駒澤大学名誉教授・総長、曹洞宗教化研修所所長、永平寺顧問、仏教学術振興会理事長
- 佐藤悦成 - 愛知学院大学長
- 佐藤秀孝 - 駒澤大学教授、少林寺住職
- 佐藤泰舜 - 東洋大学教授、京城帝国大学教授、永平寺74世貫首、曹洞宗管長
- 佐藤達玄 - 博士、駒澤大学名誉教授、圓通寺東堂
- 佐藤達全 - 育英短期大学教授、常仙寺副住職
- 椎名宏雄 - 書誌学、曹洞宗宗学研究所研究員、駒澤大学大学院講師
- 篠原寿雄 - 駒澤大学名誉教授、台湾大学併任教授
- 釈悟震 - 博士、中村元東方研究所専任研究員、東方学院講師、東京大学講師
- 神保如天 - 駒澤大学教授
- 鈴木格禅 - 駒澤大学名誉教授、同大学禅研究所所長
- 鈴木哲雄 - 博士、愛知学院大学名誉教授
- スタンリー・ワインスタイン - 博士(ハーバード大学)、イェール大学名誉教授
- ブライアン・ヴィクトリア - 博士（テンプル大学）、オックスフォード大学仏教研究所研究員
- 高階瓏仙 - 曹洞宗大学教授、總持寺独住第12世貫首、永平寺第71世貫首、第18代管長、全日本仏教会長
- 高橋秀栄 - 神奈川県立金沢文庫長、法政大学大学院講師
- 田上太秀 - 博士、駒澤大学名誉教授（東大大学院）
- 立花俊道 - 哲学博士、駒澤大学第14代学長
- 田中良昭 - 文学博士、駒澤大学名誉教授・総長、曹洞宗総合研究センター所長
- 千葉公慈 - 東北福祉大学学長
- 永井政之 - 博士、駒澤大学総長・禅文化歴史博物館館長
- 中尾良信 - 花園大学教授、清久寺住職
- 中村信幸 - 杏林大学教授、福寿院および松雲寺住職
- 袴谷憲昭 - 東大修士、駒澤大学教授、日本学士院賞(共同研究)
- 長谷部八朗 - 宗教人類学(社会学)、駒澤大学学長
- 秦慧玉 - 教授、永平寺76世貫首、曹洞宗管長
- 原田祖岳 - 曹洞宗と臨済宗の双方を研究
- 平井俊榮 - 博士、駒澤大学学長
- 保坂玉泉 - 博士、駒澤大学総長・学長
- 細川景一 - 花園大学学長
- 松田文雄 - 仏教史学者、駒澤大学総長、大本山總持寺西堂・顧問
- 松本史朗 - 博士、東大修士、駒澤大学教授、シカゴ大学客員教授
- 馬淵昌也 - 学習院大学教授
- 皆川広義 - 駒澤大学名誉教授、曹洞宗教化研修所講師、日本仏教教育学会理事、常真寺住職
- 峯岸孝哉 - 駒澤大学名誉教授
- 森祖道 - 博士(東大)、愛知学院大学教授、パーリ学仏教文化学会理事、日本印度学仏教学会理事、大正大学綜合仏教研究所顧問
- 山上曹源 - 第13代学長、駒澤学園創立者
- 山内舜雄 - 博士、駒澤大学名誉教授
- 山腰天鏡 - 第5代曹洞宗大学学長、曹洞宗会議長
- 山田霊林 - 博士、駒澤大学総長
- 吉津宜英 - 博士、日本学士院賞(共同研究)
- 李子捷 - 博士、西北大学助教授、ロンドン大学SOAS講師
- 林鳴宇 - 博士、講師
- 若月正吾 - 岩見沢駒澤短期大学元学長
- 渡部賢宗 - 博士、名誉教授

### 哲学者など
- 本田成之 - 中国哲学、漢学、博士(京都大学)、仏教大学(今の龍谷大学)教授
- 中村璋八 - 中国哲学、博士、駒澤大学名誉教授 (博士号)
- 境野勝悟 - 哲学、東洋思想研究
- 萩野浩基 - 哲学、博士(中国国務院)、東北福祉大学学長、南京師範大学名誉教授
- 渡辺暢雄 - 仏教とキリスト教の比較研究、神学博士（ルサー・ライス神学大）、牧師

## 出身者　スポーツ

### 野球
- 野村収 - 大洋ホエールズ、日本ハムファイターズ、阪神タイガースなど、東京国際大学コーチ
- 白崎浩之 - 横浜DeNAベイスターズなど、大分B-リングス選手兼コーチ
- 戸柱恭孝 - 横浜DeNAベイスターズ
- 今永昇太 - 横浜DeNAベイスターズ、シカゴ・カブス
- 林琢真 - 横浜DeNAベイスターズ
- 久保田治 - 読売ジャイアンツなど、プロ野球審判員（中退）
- 松村正晴 - 読売ジャイアンツ
- 原田治明 - 読売ジャイアンツ（中退）
- 中畑清 - 読売ジャイアンツ、アテネオリンピック野球日本代表ヘッドコーチ、横浜DeNAベイスターズ監督
- 二宮至 - 読売ジャイアンツ、横浜DeNAベイスターズ二軍監督、星槎道都大学監督
- 平田薫 - 読売ジャイアンツなど
- 鈴木望 - 読売ジャイアンツなど
- 河原純一 - 読売ジャイアンツ、愛媛マンダリンパイレーツ監督
- 高橋尚成 - 読売ジャイアンツ、ニューヨーク・メッツなど
- 若林楽人 - 埼玉西武ライオンズ、読売ジャイアンツ
- 前田研輝 - 読売ジャイアンツ
- 山川猛 - 読売ジャイアンツ、阪神タイガースなど
- 藤原仁 - 阪神タイガースなど（中退）
- 田村勤 - 阪神タイガースなど
- 三東洋 - 阪神タイガース
- 新井良太 - 阪神タイガースなど
- 黒田祐輔 - 阪神タイガース
- 新宅洋志 - 中日ドラゴンズ、中日スカウト
- 木下雄介 - 中日ドラゴンズ（中退）
- 小島弘務 - 中日ドラゴンズなど（中退）
- 近藤満 - 中日ドラゴンズ
- 伊藤久敏 - 中日ドラゴンズなど、久留米大学コーチ
- 土屋紘 - 中日ドラゴンズ
- 水谷啓昭 - 中日ドラゴンズ
- 鶴田泰 - 中日ドラゴンズなど、中日ドラゴンズ打撃投手
- 野本圭 - 中日ドラゴンズ
- 鵜飼航丞 - 中日ドラゴンズ
- 大島洋平 - 中日ドラゴンズ、 ゴールデングラブ賞（2021年に4年連続9回）
- 竹野吉郎 - 広島東洋カープ
- 大下剛史 - 広島東洋カープなど
- 内田順三 - 広島東洋カープなど。広島・巨人で二軍監督
- 西山敏明 - 広島東洋カープ（中退）
- 木下富雄 - 広島東洋カープ。広島チーフコーチ、二軍監督
- 片瀬清利 - 広島東洋カープなど（中退）
- 野村謙二郎 - 広島東洋カープ、広島東洋カープ監督
- 新井貴浩 - 広島東洋カープなど、広島東洋カープ監督
- 田中敬人 - 広島東洋カープ
- 梵英心 - 広島東洋カープ　オリックス・バファローズコーチ
- 大矢明彦 - ヤクルトスワローズ、横浜ベイスターズ監督
- 世良賢治 - ヤクルトスワローズ
- 杉山重雄 - ヤクルトスワローズなど
- 萩原千秋 - 東映フライヤーズ
- 後原富 - 東映フライヤーズ、プロ野球選手経験者として初の高校野球部監督
- 三沢今朝治 - 日本ハムファイターズ
- 大宮龍男 - 日本ハムファイターズなど
- 河野博文 - 日本ハムファイターズなど
- 白井一幸 - 日本ハムファイターズなど、2023年日本代表コーチ
- 広瀬哲朗 - 日本ハムファイターズ、女子野球日本代表顧問
- 田口昌徳 - 日本ハムファイターズなど、環太平洋大学コーチ
- 後藤和昭 - 日本ハムファイターズなど
- 武田久 - 北海道日本ハムファイターズ、コーチ
- 伊藤大海 (野球) - 北海道日本ハムファイターズ（中退）
- 江越大賀 - 阪神タイガース、北海道日本ハムファイターズなど
- 基満男 - 西鉄ライオンズなど（中退）
- 森繁和 - 西武ライオンズ、中日ドラゴンズ監督
- 石毛宏典 - 西武ライオンズなど、オリックスブルーウェーブ監督、四国アイランドリーグおよび関西独立リーグ (初代)コミッショナー
- 新谷博 - 西武ライオンズなど
- 竹下潤 - 西武ライオンズ
- 高木浩之 - 埼玉西武ライオンズ、コーチ
- 栗橋茂 - 近鉄バファローズ
- 佐野勝稔 - 近鉄バファローズ
- 前田大輔 - オリックス・バファローズ
- 海田智行 - オリックス・バファローズ
- 増井浩俊 - オリックス・バファローズ
- 関川浩一 - 東北楽天ゴールデンイーグルスなど
- 川岸強 - 東北楽天ゴールデンイーグルスなど
- 稲田直人 - 東北楽天ゴールデンイーグルスなど
- 山内和宏 - 南海ホークスなど（中退）
- 本間満 - 福岡ソフトバンクホークス
- 若田部健一 - 福岡ダイエーホークスなど、福岡ソフトバンクホークスコーチ
- 緒方理貢 - 福岡ソフトバンクホークス
- 横田真之 - ロッテオリオンズなど
- 服部泰卓 - 千葉ロッテマリーンズ
- 古谷拓哉 - 千葉ロッテマリーンズ
- 今成泰章 - 阪神タイガース・北海道日本ハムファイターズスカウト
- 太田誠 - 電電東京、日米大学野球選手権大会日本代表監督、駒澤大学硬式野球部終身名誉監督
- 徳山一美 - 倉吉北高等学校野球部監督、大学では相撲部
- 山下智茂 - 星稜高等学校野球部名誉監督、金沢星稜大学特任教授、甲子園歴史館顧問
- 木本芳雄 - 桐蔭学園高校・藤嶺学園藤沢高校・武相高校監督
- 鈴木香 - 日本鉱業日立（1969年ドラフト会議で近鉄バファローズ4位指名）
- 吉田和幸 - クラレ岡山、神戸製鋼。神戸製鋼・福井工業大学監督
- 小川良一 - 住友金属（1975年ドラフト会議で広島カープ4位指名）
- 山本泰之 - 神戸製鋼。アマチュア野球世界選手権日本代表、インターコンチネンタルカップ日本代表
- 武智勇治 - 東芝。社会人ベストナイン、アマチュア野球世界選手権日本代表。東芝監督
- 渡部一治 - 日本鋼管福山。都市対抗10年連続出場選手表彰
- 山本文博 - 北海道拓殖銀行。アマチュア野球世界選手権日本代表、社会人ベストナイン。室蘭大谷高・星槎道都大・札幌国際大学監督
- 尾藤福繁 - 大倉工業。日米大学野球選手権大会日本代表
- 森本進 - 名古屋鉄道管理局。皇學館大学監督
- 森田泰弘 - 本田技研鈴鹿。愛知東邦大学・東邦高校監督
- 前田誠 - 東芝。東芝コーチ
- 大倉孝一 - 日本鋼管福山、NKK。女子野球日本代表監督、駒澤大学監督、日本女子野球協会理事長。SEB株式会社代表取締役
- 村上文敏 - NKK。NKK・JFE西日本監督、城西大学監督
- 河本泰浩 - NTT西日本野球部監督
- 香田誉士史 - 西部ガス野球部監督、駒大苫小牧高校野球部監督、鶴見大学野球部コーチ
- 佐々木啓司 - 駒大岩見沢高校のちクラーク記念国際高校監督野球部監督（大学では準硬式野球部）
- 佐々木孝介 - 駒大苫小牧高校野球部監督
- 沢田勝彦 - 松山商野球部監督
- 大悟法久志 - 柳ヶ浦高等学校、明豊高校、福岡県立青豊高等学校野球部監督
- 西村亮 - JR東日本東北硬式野球部監督、元駒澤大学監督
- 野村昭彦 - 環太平洋大学硬式野球部監督、大学日本代表コーチ
- 濵岡武明 - JR東日本硬式野球部監督
- 成瀬智 - 世田谷学園高校野球部監督
- 近藤智勝 - 香川オリーブガイナーズ、監督

### サッカー、フットサル
- 菊池将太 - いわてグルージャ盛岡
- 渡邉晋 - 前ベガルタ仙台監督
- 小林慶行 - ベガルタ仙台コーチ
- 金正也 - ベガルタ仙台
- 高橋潤哉 - モンテディオ山形
- 永井篤志 - モンテディオ山形など（中退）
- 湯澤洋介 - サガン鳥栖
- 桜井繁 - 栃木SC
- 小林亮 - ザスパクサツ群馬
- 中後雅喜 - 東京ヴェルディ1969
- 関光博 - 東京ヴェルディ1969
- 太洋一 - 東京ヴェルディ1969
- 山田卓也 - 横浜FC
- 中田洋介 - 横浜FC
- 星キョーワァン - ブラウブリッツ秋田
- ウォー・モハメッド - ブラウブリッツ秋田
- 塚本泰史 - 大宮アルディージャ
- 斉藤雅人 - 大宮アルディージャU-12コーチ
- 菊地光将 - レノファ山口FC
- 鈴木祐輔 - FC町田ゼルビア
- 内田潤 - アルビレックス新潟
- 山本大貴 - ファジアーノ岡山FC
- 高崎寛之 - FC岐阜
- 林健太郎 - ヴァンフォーレ甲府
- 金子誠 - ヴァンフォーレ甲府
- 盛田剛平 - ヴァンフォーレ甲府
- 三浦俊也 - 元ヴァンフォーレ甲府監督
- 廣井友信 - ツエーゲン金沢
- 大石健太 - 藤枝MYFC
- 熱川徳政 - アスルクラロ沼津
- 巻佑樹 - 名古屋グランパス
- 野村政孝 - ロアッソ熊本
- 那須大亮 - ヴィッセル神戸「2022Jリーグ YBCルヴァンカップ」大会アンバサダー
- 赤嶺真吾 - ファジアーノ岡山FC
- 林堂眞 - カターレ富山
- 三上卓哉 - 愛媛FC
- 深井正樹 -  SC相模原
- 巻誠一郎 - ロアッソ熊本
- 筑城和人 - ロアッソ熊本
- 宮崎大志郎 - ロアッソ熊本
- 中原輝 - ロアッソ熊本
- 原一樹 - ギラヴァンツ北九州
- 八角剛史 - ギラヴァンツ北九州
- 小林久晃 - サガン鳥栖
- 砂川太志 - FC琉球
- 積田景介 - FC琉球
- 橋本早十 - チョンブリーFC
- 市川祐樹 - ゲイラン・インターナショナルFC
- 宮城雅史 - 京都サンガF.C.
- 柳崎祥兵 - 鹿児島ユナイテッドFC
- 佐藤佳成 - ペッチャブリーFC
- 栗原圭介 - 元福島ユナイテッドFC監督
- 米山篤志 - FC町田ゼルビアコーチ
- 椎本邦一 - 鹿島アントラーズスカウト
- 秋田浩一 - 駒澤大学体育会サッカー部監督、関東大学サッカー連盟副会長
- 伊藤雅範 - フットサル選手・指導者、フットサル日本女子代表監督
- 小宮山友祐 - フットサル選手・指導者、フットサル日本代表元主将、バルドラール浦安監督
- 一木秀之 - フットサル選手、シュライカー大阪など

### 陸上競技
- 阿部文明 - ローマ世界陸上マラソン代表、ニューデリーアジア大会マラソン銀メダリスト
- 大八木弘明 - 駒澤大学陸上競技部総監督
- 藤田敦史 - 駒澤大学陸上競技部監督、1999・2001世界陸上日本代表、男子マラソン元日本記録保持者
- 西田隆維 - 2001世界陸上マラソン日本代表、俳優
- 高橋正仁 - 秋田工業高校陸上部コーチ
- 揖斐祐治 - 岐阜経済大学陸上競技部駅伝監督（同大教員）、元エスビー食品所属
- 神屋伸行 - 指導者、ランニングアドバイザー
- 前田康弘 - 國學院大學陸上競技部監督
- 松村拓希 - 東京国際大学駅伝部コーチ
- 島村清孝 - エスビー食品
- 糟谷悟 - トヨタ紡織所属
- 風見尚 - 愛三工業所属、2018年6月ウルトラマラソン（IAAF 100 km）世界記録樹立
- 二岡康平 - 中電工所属、2019年世界陸上競技選手権大会マラソン日本代表
- 石川昌伸 - 國學院大學陸上競技部コーチ
- 高井和治 - 九電工所属
- 安西秀幸 - 元日清食品、全国都道府県対抗男子駅伝福島県チーム監督
- 池田宗司 - ヤクルト
- 太田行紀 - マツダ所属
- 堺晃一 - 富士通
- 宇賀地強 - コニカミノルタ、モスクワ世界陸上10000m日本代表
- 深津卓也 - 旭化成
- 高林祐介 - 元トヨタ自動車
- 星創太 - 富士通
- 上野渉 - 元Honda
- 後藤田健介 - DeNAランニングクラブ創部メンバー、ラフィネランニングスタイル アドバイザー
- 千葉健太 - 富士通所属
- 撹上宏光 - コニカミノルタ所属
- 窪田忍 - 元トヨタ自動車、九電工
- 油布郁人 - 富士通
- 中村匠吾 - 富士通、2020年東京オリンピック男子マラソン日本代表
- 村山謙太 - 旭化成、北京世界陸上10000m日本代表
- 馬場翔大 - NTT西日本所属
- 其田健也 - JR東日本所属、2023ブダペスト世界陸上マラソン日本代表
- 中谷圭佑 - 元日清食品グループ、コモディイイダ
- 西山雄介 - トヨタ自動車、MGC出場権獲得（2022別府大分毎日マラソン優勝）
- 工藤有生 - 元コニカミノルタ
- 片西景 - JR東日本所属
- 山下一貴 - 三菱重工所属、2023ブダペスト世界陸上マラソン日本代表
- 田澤廉 - トヨタ自動車陸上長距離部所属、2022年世界陸上・2023年世界陸上10000m日本代表
- 山野力 - 九電工所属
- 鈴木芽吹 - トヨタ自動車所属、2023年度主将
- 青柿響 - 富士通所属
- 白鳥哲汰 - トヨタ紡織所属
- 花尾恭輔 - トヨタ自動車九州所属
- 安原太陽 - 花王陸上競技部所属
- 篠原倖太朗 - 2021年入学、2024年度主将
- 佐藤圭汰 - 2022年入学
- 山川拓馬 - 2022年入学
- 伊藤蒼唯 - 2022年入学

### 空手道、相撲、ボクシング
- 白井寛 - 空手家、松涛館流空手マスター
- 大石武士 - 空手家、日本空手協会副首席師範
- 大須賀亮照 - 空手道指導者、高校教諭
- 小林邦雄 - 空手家、松濤館空手指導者
- 栗原一晃 - 空手家、松濤館空手指導者。松濤杯争奪世界空手道選手権優勝
- 猪越悠介 - 空手家、 松濤館流空手師範。日本空手協会全日本選手権組手優勝
- 志村龍己 - 空手家、世界学生空手道選手権大会（組手80㎏級）3位
- 舘岡儀秋 - アマチュア横綱、相撲部元監督
- 天ノ山静雄 - 元大相撲力士、元年寄立田山
- 松鳳山裕也 - 元大相撲力士

- 中島成雄 - プロボクサー、WBC世界ライトフライ級王者
- 石原英康 - 元プロボクサー、OPBF東洋太平洋スーパーフライ級王者
- 三垣龍次 - プロボクサー、東洋太平洋ライト級王者
- 清水聡 - プロボクサー、北京五輪代表、ロンドン五輪 銅メダリスト
- 伊藤雅雪 - プロボクサー、WBO世界スーパーフェザー級王者
- 田中亮明 - アマチュアボクサー、2021年開催2020年東京オリンピック52kg級(フライ級)銅メダリスト
- 八島有美 - 女子プロボクサー、JWBC日本フライ級王者

### バスケットボール、バレーボール
- 広瀬大志 - バスケットボール選手、元東京アパッチ
- 西山達哉 - バスケットボール選手、横浜エクセレンス
- 石井峻平 - バスケットボール選手、愛媛オレンジバイキングス
- 金久保翔 - バスケットボール選手、金沢武士団
- 渋田怜音 - バスケットボール選手、新潟アルビレックスBB

- 緒方良 - バレーボール元日本代表、指導者、日本バレーボール指導者協会副会長
- 真保綱一郎 - バレーボール指導者、堺ブレイザーズ・FC東京・東京グレートベアーズ監督
- 橋場正裕 - バレーボール選手、元FC東京
- 小田嶋大貴 - バレーボール選手、東京グレートベアーズ
- 戸嵜嵩大 - バレーボール選手、東京グレートベアーズ
- 山田大悟 - バレーボール選手、東京グレートベアーズ

### ゴルフ、競輪その他
- 飯合肇 - プロゴルファー、日本初のレギュラー/シニア両ツアー賞金王
- 渡辺三男 - プロゴルファー
- 加藤仁 - プロゴルファー
- 川崎由意 - プロボウラー、JPBA第48期生
- 清嶋彰一 - 競輪選手(中退)、大学ではバレーボール部
- 志村龍己 - 競輪選手、大学では空手部
- 樫木祥子 - プロレーシングサイクリスト、UCI女子コンチネンタルチームイルミネイト所属
- 牧野智昭 - プロキックボクサー、WBKF世界スーパーウェルター級王者
- 高橋秀山 - 柔道家、講道館9段(中退)
- 尾﨑晌 - 合気道家、全日本合気道連盟理事長
- 長嶋正興 - レーシングドライバー
- 雷神 矢口 - プロレスラー、新格闘プロレス所属
- 高木三四郎 - プロレスラー、DDTプロレスリング社長
- 大柳錦也 - プロレスラー、みちのくプロレス
- 稲村愛輝 - プロレスリング・ノア所属
- 高橋里枝 - 元総合格闘家、NPO法人日本ケトルベル連盟理事長
- HARUKAZE - 女子プロレスラー、ガンバレ⭐︎プロレス所属
- 益子峰行 - スキージャンプ選手。札幌オリンピック日本代表
- 馬島誠 - パラアイスホッケー選手。2010年バンクーバーパラリンピック銀メダリスト
- 近藤謙司 - 登山家、国際山岳ガイド
- 白水直樹 - スポーツトレーナー、鍼灸師、あん摩マッサージ指圧師
- 湯浅亜実 - ブレイクダンサー、2024年パリオリンピック金メダリスト

## 名誉博士
- 正力松太郎 - 読売新聞社社主、日本テレビ放送網社長（1962年、名誉文学博士）